# Авангард (Білорусь)
Аванга́рд (раніше — Лускі, з 1937 року — Комуна) — село в Білорусі, у Домановицькій сільській раді Калинковицького району Гомельської області. 

## Географія
Село розташоване за 153 км від обласного центру, 31 км на північ від районного центру та за 6 км від залізничної станції Холодники (на лінії Жлобин — Калинковичі). 

## Історія
Село засноване на початку 1920-х років переселенцями з сусідніх сіл на колишніх поміщицьких землях. 1929 року створений колгосп. За переписом 1959 року в складі колгоспу імені І. В. Мічуріна (адміністративний центр — село Холодник). 

## Населення
- 1959 рік — 316 осіб (згідно з переписом).
- 2004 рік — 47 домогосподарств, 82 особи.